# Leif Pagrotsky
 (février 2015).
Si vous disposez d'ouvrages ou d'articles de référence ou si vous connaissez des sites web de qualité traitant du thème abordé ici, merci de compléter l'article en donnant les références utiles à sa vérifiabilité et en les liant à la section « Notes et références ».
Leif Pagrotsky, né le 20 octobre 1951 à Göteborg (Suède), est un économiste et homme politique suédois. Membre des Sociaux-démocrates (SAP), il fut ministre du gouvernement de Göran Persson de 1996 à 2006.

## Biographie
Leif Pagrotsky, qui obtient un Master en économie et science politiques à l’Université de Göteborg en 1974, commence sa carrière la Banque de Suède, avant de poursuivre dans les années 1970 et 1980 au ministère des Finances. Au début des années 1980 il travaille pour l'OCDE à Paris, avant de revenir en Suède en 1990 comme directeur de la planification stratégique au ministère des finances.
En 1994, avec le retour des sociaux-démocrates au pouvoir, il est nommé secrétaire d’État. Il est l'un des artisans de la réforme fiscale en Suède menée en réponse à la crise économique des années 1990. En 1996, il devient ministre chargé des questions de vente d’armement, puis en 1997 ministre du Commerce (d’abord au ministère de l’Industrie et du Commerce en 1997-1998 puis au Ministère des Affaires étrangères en 1998-2002). Entre 2002 et 2004 il sert comme ministre de l’Industrie, et entre 2004 et 2006 comme ministre de l’Éducation, des Sciences et de la Culture.
Entre 2002 et 2012 il est député, occupant les fonctions de vice-président du Conseil de la Banque centrale de Suède (2006-2010) et de membre de la commission de la Culture et de l’Éducation. Il est élu membre du Comité exécutif des Sociaux-démocrates en 2011.
En plus de sa carrière politique il appartint à plusieurs conseils d’administration, dont ceux de la Banque européenne d’investissement et de la Bourse de Stockholm. 
En 2013, le roi Carl XVI Gustaf récompensa Leif Pagrotsky avec une médaille royale pour « des années de rendement politique exceptionnel ». 
À l'étranger il a servi comme conseiller au gouvernement grec en 2010 sur les questions du secteur public, d'impôts et de corruption.  

## Vie privée
Leif Pagrotsky a vécu en concubinage avec sa compagne Iskra Crisci Saavedra pendant plus de 35 ans. Il a deux enfants.